# Municipio de Willow (condado de Cherokee)
El municipio de Willow (en inglés: Willow Township) es un municipio ubicado en el condado de Cherokee en el estado estadounidense de Iowa. En el año 2010 tenía una población de 708 habitantes y una densidad poblacional de 7,53 personas por km².

## Geografía
El municipio de Willow se encuentra ubicado en las coordenadas 42°36′25″N 95°40′46″O / 42.60694, -95.67944. Según la Oficina del Censo de los Estados Unidos, el municipio tiene una superficie total de 93.99 km², de la cual 93,87 km² corresponden a tierra firme y (0,12 %) 0,11 km² es agua.

## Demografía
Según el censo de 2010, había 708 personas residiendo en el municipio de Willow. La densidad de población era de 7,53 hab./km². De los 708 habitantes, el municipio de Willow estaba compuesto por el 99,29 % blancos, el 0,56 % eran asiáticos y el 0,14 % eran de una mezcla de razas. Del total de la población el 1,41 % eran hispanos o latinos de cualquier raza.